# District Jelizovski
Het district Jelizovski (Russisch: Елизовский район; Jelizovski rajon) is een gemeentelijk district van de Russische kraj Kamtsjatka met het bestuurlijk centrum in Jelizovo, een stad op 32 kilometer ten westen van het krajcentrum Petropavlovsk-Kamtsjatski. Het is een van de grootste districten van de kraj (ongeveer even groot als Nederland) en omvat de hele zuidoostkust van het schiereiland Kamtsjatka, afgezien van de gebieden die onderdeel vormen van de stedelijke districten van Petropavlovsk-Kamtsjatski en Viljoetsjinsk, respectievelijk ten noorden en zuiden van de Avatsjabaai. Ook telt het de meeste (bewoonde) plaatsen van de kraj.
Er woonden in 2002 65.780 mensen, waarvan 41.533 in de stad Jelizovo (63%). Het districtshoofd is Nikolaj Piskoen (benoemd in 2005). Tot 1925 heette het district (toen nog een volost) Zavojski, naar de voormalige naam van Jelizovo; Zavojko. Het huidige district werd geformeerd op 17 november 1949.

## Geografie
Het district heeft grenzen met de districten Oest-Bolsjeretski (zuidwesten), Sobolevski (westen), Milkovski (noordwesten) en Oest-Kamtsjatski (noorden). Verder grenst het in het zuiden aan de Koerilen en in het oosten aan de Grote Oceaan.
Door het district stromen enkele van de grootste rivieren van Kamtsjatka; de Avatsja, Bystraja, Kronotskaja, Nalytsjeva, Paratoenka, Plotnikova en Zjoepanova. Twee grote meren in het district zijn het Kronotskojemeer en het Natsjinskojemeer. Het district omvat ook de oostelijke vulkanische zone van het schiereiland en van de 29 actieve vulkanen op het schiereiland bevinden zich 20 in het district, waaronder de hoogste, de Kljoetsjevskaja Sopka. Vanuit de stad Jelizovo zijn de vulkanen Korjakskaja Sopka en Avatsjinskaja Sopka zichtbaar. Nabij de vulkaan Moetnovski bevindt zich een geothermisch veld, dat wordt benut voor energiewinning (Moetnovskaja GeoES en Verchne-Moetovskaja GeoES).
In het noordoostelijk deel van het district ligt het biosfeerreservaat zapovednik Kronotski. Hier bevindt zich naast de vulkaan Kronotskaja Sopka ook de Vallei van de Geisers. Bij de vulkaan Moetnovski bevindt zich de Kleine Vallei van de Geisers.

## Bestuurlijke indeling
Tot het district behoren 10 gorodskië (gp) en selskië (sp) poselenia. De stad Jelizovo vormt wel onderdeel van het district maar van niet onder jurisdictie daarvan. Hieronder staan deze 10 met de erbijbehorende plaatsen, hun inwoneraantallen (1 juli 2007) en postcodes (st.=stad; s.=selo; p.=posjolok; pgt.=nederzetting met stedelijk karakter). De plaatsen waar het bestuur zich bevindt staan bovenaan onder elke sp.
| Type | Naam             | Russisch        | Inwoners        | Postcode        |
| gp   | Jelizovskoje     | Jelizovskoje    | Jelizovskoje    | Jelizovskoje    |
| st.  | Jelizovo         | Елизово         | 39777           | 684005          |
| gp   | Voelkannoje      | Voelkannoje     | Voelkannoje     | Voelkannoje     |
| pgt. | Voelkanny        | Вулканный       | 1640            | 684036          |
| sp   | Natsjikinskoje   | Natsjikinskoje  | Natsjikinskoje  | Natsjikinskoje  |
| p.   | Sokotsj          | Сокоч           | 1023            | 684029          |
| p.   | Dalni            | Дальний         | 98              | 684029          |
| s.   | Ganaly           | Ганалы          | 8               | 684028          |
| s.   | Malka            | Малка           | 33              | 684029          |
| p.   | Natsjiki         | Начики          | 351             | 684025          |
| sp   | Novolesnovskoje  | Novolesnovskoje | Novolesnovskoje | Novolesnovskoje |
| p.   | Lesnoj           | Лесной          | 1130            | 684024          |
| p.   | Bereznjaki       | Березняки       | 405             | 684028          |
| s.   | Joezjnye Korjaki | Южные Коряки    | 290             | 684023          |
| sp   | Korjakskoje      | Korjakskoje     | Korjakskoje     | Korjakskoje     |
| s.   | Korjaki          | Коряки          | 2952            | 684021          |
| s.   | Severnye Korjaki | Северные Коряки | 178             | 684021          |
| p.   | Zeleny           | Зеленый         | 805             | 684018          |

| Type | Naam              | Russisch          | Inwoners          | Postcode          |
| sp   | Razdolnenskoje    | Razdolnenskoje    | Razdolnenskoje    | Razdolnenskoje    |
| p.   | Razdolny          | Раздольный        | 2754              | 684020            |
| p.   | Ketkino           | Кеткино           | 251               | 684020            |
| s.   | Pinatsjevo        | Пиначево          | 27                | 684020            |
| sp   | Nikolajevskoje    | Nikolajevskoje    | Nikolajevskoje    | Nikolajevskoje    |
| s.   | Nikolajevka       | Николаевка        | 1912              | 684032            |
| s.   | Sosnovka          | Сосновка          | 986               | 684033            |
| sp   | Novoavatsjinskoje | Novoavatsjinskoje | Novoavatsjinskoje | Novoavatsjinskoje |
| p.   | Novy              | Новый             | 1163              | 684016            |
| s.   | Dvoeretsje        | Двуречье          | 285               | 684014            |
| p.   | Krasny            | Красный           | 609               | 684014            |
| p.   | Nagorny           | Нагорный          | 1573              | 684014            |
| sp   | Pionerskoje       | Pionerskoje       | Pionerskoje       | Pionerskoje       |
| p.   | Pionerski         | Пионерский        | 3068              | 684017            |
| p.   | Kroetoberegovy    | Крутобереговый    | 90                | 684023            |
| p.   | Svetly            | Светлый           | 785               | 684015            |
| sp   | Paratoenskoje     | Paratoenskoje     | Paratoenskoje     | Paratoenskoje     |
| s.   | Paratoenka        | Паратунка         | 1767              | 684034            |
| p.   | Termalny          | Термальный        | 2389              | 684035            |

### Verdwenen plaatsen
| Type | Naam                      | Russisch | Ontstaan       | Opheffing        |
| p.   | Bogatsjevka               | Богачевка | 1939           | 13 februari 1974 |
| p.   | Bogatsjevka               | Plaats voor oliewerkers aan de rivier de Bogatsjevka. Verschillende malen opgeheven en weer opgebouwd op een andere plek in de zoektocht naar olie                                |                |                  |
| s/p. | Choetor/Pogranitsjny      | Хутор/Пограничный | 1852           | 28 december 1973 |
| p.   | Kamenisty                 | Каменистый | 1964           | 29 maart 1985    |
| p.   | Kamenisty                 | Opgericht in de winter van 1964 rond een goudmijn. Vernoemd naar het gelijknamige riviertje.                                                                                      |                |                  |
| p.   | Kedrovy                   | Кедровый |                | 17 juni 1964     |
| p.   | Kirpitsjny                | Кирпичный | 1946           | 13 december 1974 |
| p.   | Krasnoretsjensk           | Краснореченск | 1932           | 28 december 1973 |
| p.   | Krasnoretsjensk           | Oorspronkelijk '73-i strojkoj' (73e gebouw) genoemd en vervolgens naar de rivier de Krasny vernoemd.                                                                              |                |                  |
| p.   | Kronoki                   | Кроноки | 1940           | 13 december 1974 |
| p.   | Kronoki                   | Gelegen aan de monding van de rivier de Olga in de Kronotskigolf en vernoemd naar de Kljoetsjevskaja Sopka. Verwoest door een tsunami op 5 november 1952. Hersteld in 1960.       |                |                  |
| p.   | Ozernoj                   | Озерной | 1932           | 13 december 1974 |
| p.   | Ozernoj                   | Vernoemd naar het Dalnymeer |                |                  |
| p.   | Sadovy                    | Садовый | 1937           | 28 december 1973 |
| p.   | Sadovy                    | Ontstaan als een fruit- en bessenkwekerij. Later werd het vernoemd naar de tuin.                                                                                                  |                |                  |
| s.   | Semljatsjiki/Sjemljatsjik | Семлячики/Шемлячик | begin 20e eeuw | 13 december 1974 |
| s.   | Semljatsjiki/Sjemljatsjik | Ontstaan op de zuidelijke oever van het estuarium van de Sjemljatsjik aan de Kronotskigolf. Toen Zjoepanovo werd gebouwd in 1931 verloor het haar bestuurlijke onafhankelijkheid. |                |                  |
| s.   | Topolovo                  | Тополово | 1938           | 13 december 1974 |
| s.   | Topolovo                  | Vernoemd naar de gelijknamige rivier |                |                  |
| p.   | Zjoepanovo                | Жупаново | 1931           | 2 februari 1984  |
| p.   | Zjoepanovo                | Gelegen ten zuiden van het estuarium van de Sjemljatsjik. Ontstaan rond de visverwerkende industrie van het Kombinaat van Kamtsjatka (AKO)                                        |                |                  |
| s.   | Zjoepanovo                | Жупаново | 1897           | 1952             |
| s.   | Zjoepanovo                | Gelegen aan de monding van de rivier de Zjoepanovo |                |                  |